# Anolis ruizii
Espèce
Synonymes
- Anolis ruizi Rueda & Williams, 1986
- Dactyloa ruizii (Rueda & Williams, 1986)
- Dactyloa ruizi (Rueda & Williams, 1986)

Statut de conservation UICN

 EN B1ab(iii) : En danger
Anolis ruizii est une espèce de sauriens de la famille des Dactyloidae. 

## Répartition
Cette espèce est endémique du département de Boyacá en Colombie.

## Étymologie
Cette espèce est nommée en l'honneur de Pedro Miguel Ruíz-Carranza.

## Publication originale
- Rueda & Williams, 1986 : Una nueva especie de saurio para la Cordillera oriental de Colombia (Sauria: Iguanidae). Caldasia, vol. 15, no 71/75, p. 511-524 (texte intégral).